# Обикновена гринда
Обикновената гринда още черна гринда (Globicephala melas) е вид бозайник от семейство Делфинови (Delphinidae). Възникнал е преди около 0,0117 млн. години по времето на периода кватернер.

## Разпространение и местообитание
Този вид е разпространен в Австралия, Алжир, Аржентина, Белгия, Бразилия, Буве, Великобритания, Германия, Гибралтар, Гренландия, Дания, Западна Сахара, Ирландия, Исландия, Испания, Италия, Канада, Либия, Мавритания, Малта, Ман, Мароко, Намибия, Нидерландия, Нова Зеландия (Антиподи, Северен остров, Чатъм и Южен остров), Норвегия, Перу, Португалия (Азорски острови и Мадейра), САЩ (Северна Каролина), Сен Пиер и Микелон, Тунис, Уругвай, Фарьорски острови, Фолкландски острови, Франция, Френски южни и антарктически територии (Крозе), Хърд и Макдоналд, Чили, Швеция, Южна Африка (Западен Кейп, Марион и Принц Едуард) и Южна Джорджия и Южни Сандвичеви острови.
Обитава крайбрежията на океани, морета и заливи в райони с умерен климат.

## Описание
На дължина достигат до 5,7 m, а теглото им е около 800 kg.
Продължителността им на живот е около 45 години.